# 580-й истребительный авиационный полк
580-й истребительный авиационный полк (580-й иап) — воинская часть Военно-воздушных сил (ВВС) Вооружённых Сил РККА, принимавшая участие в боевых действиях Великой Отечественной войны.

## История полка
За весь период своего существования полк своё наименование не менял — 580-й истребительный авиационный полк. Полк начал формирование 15 сентября 1941 года при 16-м запасном истребительном авиаполку Приволжского военного округа на аэродроме пос. Баланда Саратовской области по штату 015/174 на самолётах Як-1. Окончив формирование 15 ноября 1941 года полк оставался в 16-м запасном истребительном авиаполку до 27 января 1942 года, осваивая истребители Як-1. По окончании освоения самолёта полк 19 февраля 1942 года прибыл в резерв Московского военного округа на аэродром Калуга.
В конце марта 1942 года полк был передан в состав 6-й ударной авиационной группы СВГК, а 31 марта в составе 6-й ударной авиационной группы СВГК, действовавшей в подчинении штаба ВВС Северо-Западного фронта, вступил в боевые действия против фашистской Германии и её союзников на самолётах Як-1. В этот же день одержана первая известная воздушная победа полка в Отечественной войне: старшина Корниенко Ф. Н. в воздушном бою в районе д. Брилево сбил немецкий тяжёлый истребитель Ме-110.
В период с 31 марта 1942 года по 20 мая 1942 года полк принимал участие в Демянской операции. 6-я ударная авиационная группа 12 июня 1942 года Приказом НКО была обращена на формирование 239-й истребительной авиационной дивизии, а полк 19 июня передал уцелевшие Як-1 и часть лётчиков в 402-й истребительный авиационный полк и убыл в 6-й запасной истребительный авиационный полк Приволжского военного округа на аэродром Рассказово Тамбовской области на доукомплектование, где находился до 25 июля. С 256 июля полк перебазироваться в состав 8-го запасного истребительного авиационного полка Приволжского военного округа на аэродром Багай-Барановка Саратовкой области. 24 августа полк, находясь в составе 8-го запасного истребительного авиационного полка был расформирован, а личный состав использован для доукомплектования других маршевых авиаполков.
В составе действующей армии полк находился с 31 марта 1942 года по 19 июня 1942 года.

### Командир полка
- майор Мухин Владимир Сергеевич[3], 05.09.1941 — 24.08.1942

## В составе соединений и объединений
| Период        | Фронт (округ)             | армия                           | дивизия                                       | примечание    |
| ------------- | ------------------------- | ------------------------------- | --------------------------------------------- | ------------- |
| 15.09.1941 г. | Приволжский военный округ | ВВС округа                      | 16-й запасной истребительный авиационный полк |               |
| 19.02.1942 г. | Московский военный округ  | ВВС округа                      |                                               |               |
| 22.03.1942 г. | Ставка ВГК                | Ударные авиационные группы СВГК | 6-я ударная авиационная группа                |               |
| 12.06.1942 г. | Северо-Западный фронт     | ВВС фронта                      |                                               |               |
| 22.06.1942 г. | Приволжский военный округ | ВВС округа                      | 6-й запасной истребительный авиационный полк  |               |
| 26.07.1942 г. | Приволжский военный округ | ВВС округа                      | 8-й запасной истребительный авиационный полк  |               |
| 24.08.1942 г. | Приволжский военный округ | ВВС округа                      | 8-й запасной истребительный авиационный полк  | расформирован |

## Отличившиеся воины
- Дехтяренко Андрей Николаевич, старший лейтенант, командир эскадрильи 580-го истребительного авиационного полка 6-й ударной авиационной группы Ставки Верховного Главнокомандования Указом Президиума Верховного Совета СССР от 21 июля 1942 года удостоен звания Герой Советского Союза. Посмертно.
- Маресьев Алексей Петрович, лётчик полка, будучи заместителем командира эскадрильи 63-го гвардейского истребительного авиационного полка 3-й гвардейской истребительной авиационной дивизии 1-го гвардейского истребительного авиационного корпуса 15-й воздушной армии Брянского фронта, Указом Президиума Верховного Совета СССР от 24 августа 1943 года присвоено звание Героя Советского Союза со вручением ордена Ленина и медали «Золотая Звезда».

## Лётчики-асы полка
| Фамилия, имя отчество            | Награды | Сбито самолётов (+ в группе) | Примечание |
| -------------------------------- | ------- | ---------------------------- | --- |
| Дехтяренко Андрей Николаевич     |         | 11 + 5                       | Лётчик полка: март — июнь 1942. Боевых вылетов: 50 Пропал без вести 11 июля 1942 г. Не вернулся с боевого задания.          |
| Зазаев Анатолий Васильевич       |         | 6 + 3                        | Лётчик полка: март — июнь 1942.                                                                                             |
| Корниенко Фёдор Никифорович      |         | 6 + 3                        | Лётчик полка: март — июнь 1942. Боевых вылетов: 50. Сбит в боевом вылете 11.07.1942, попал в плен, освобождён в мае 1945 г. |
| Макаров Николай Андреевич        |         | 6 + 2                        | Лётчик полка: март — июнь 1942. Боевых вылетов: 202 (07.04.1945)                                                            |
| Маресьев Алексей Петрович        |         | 7 + 0                        | Лётчик полка: март — апр. 1942. Боевых вылетов: 87                                                                          |
| Прокофьев Григорий Прокофьевич   |         | 11 + 0                       | Лётчик полка: март — апр. 1942. Погиб 16 февраля 1944 г. Разбился в авиационной катастрофе.                                 |
| Смольников Виктор Константинович |         | 9 + 3                        | Лётчик полка: март — июнь 1942. Пропал без вести 28 сентября 1942 г. Не вернулся с боевого задания.                         |

## Итоги боевой деятельности полка
Всего за годы Великой Отечественной войны полком:
| Выполнено боевых вылетов | Сбито самолётов в воздухе | Уничтожено самолётов всего |
| ------------------------ | ------------------------- | -------------------------- |
| 511                      | 53                        | 66                         |

Свои потери:
| Потеряно самолётов, всего | Погибло лётчиков всего |
| ------------------------- | ---------------------- |
| 11                        | 6                      |

## Самолёты на вооружении
| Период      | Самолёты |
| ----------- | -------- |
| 1942 — 1942 | Як-1     |